# Stazione di Ortanova
Stazione di Ortanova vasútállomás Olaszországban, Puglia régióban, Orta Nova településen.

## Vasútvonalak
Az állomást az alábbi vasútvonalak érintik:
- Ancona–Lecce-vasútvonal

## Kapcsolódó állomások
A vasútállomáshoz az alábbi állomások vannak a legközelebb: 
- Stazione di Cerignola Campagna
- Stazione di Incoronata